# Jacobus Wisse
Jacobus Wisse Czn. (Oostkapelle, 9 oktober 1843 - Zierikzee, 21 augustus 1921) was als predikant van grote invloed op het voortbestaan van de Christelijke Gereformeerde Kerken na 1892. Samen met Van Lingen legde hij de grondslag voor de Theologische School van dit kerkverband.

## Biografie
Jacobus Wisse werd op 9 oktober 1843 op kasteel Westhove, tussen Domburg en Oostkapelle op het Zeeuwse schiereiland Walcheren geboren. Zijn vader Cornelis Wisse was daar tuinman. Het gezin behoorde tot een kerkelijke groepering rondom de afgescheiden oefenaar J.W. Vijgeboom, later tot een gemeente die behoorde tot de kruisgemeenten. Wisse trouwde op 3 april 1867 in Middelburg met Jozina de Vogel. In de jaren 1863 en 1864 was hij in militaire dienst. 
Hij studeerde aan de Theologische School in Kampen, waar hij op 18 juli 1873 zijn kandidaatsexamen deed. Zijn eerste gemeente was van Dordrecht (Kuipershaven), waar hij op 19 oktober 1873 werd bevestigd door ds. C. van Proosdij. Daarna diende hij de gemeente Sliedrecht. Eind 1878 werd in Den Haag beroepen, waar hij op 9 maart 1879 intrede deed. Hij was redacteur van Het Stichtsche wekkertje, het latere officiële orgaan van de Christelijke Gereformeerde Kerk. 
Wisse en zijn collega F.P.L.C. Van Lingen keerden zich af van de arbeid van A. Kuyper, die aan het roer stond van de Doleantie en de dolerende kerken. Wisse legde contact met Van Lingen en zij stelden een bezwaarschrift op tegen de vereniging van de Christelijke Gereformeerde Kerk met de dolerende kerken. Dit stuk werd door ongeveer 700 leden ondertekend. De bezwaren waren zowel kerkrechtelijk als leerstellig van aard. Na synode besloot de vereniging toch door te zetten, maar Van Lingen, Wisse en de kerken te Zierikzee, Noordeloos en Teuge gingen niet mee, maar bleven wat zij waren: Christelijk Gereformeerd. Door nieuwe aanwas van spijtoptanten bloeide de Christelijke Gereformeerde Kerk weer op.
Als enige student van Kampen sloot P.J.M. de Bruin zich aan bij de bezwaarden. Omdat de voortgezette kerk geen theologische opleiding meer had, stichtte de synode van de Christelijke Gereformeerde Kerk in 1894 een Theologische School in Den Haag, waar Van Lingen en Wisse de eerste docenten van werden. De opleiding verhuisde in 1899 naar Rijswijk. 
In 1906 legde Wisse zijn functie als docent neer en werd gemeentepredikant in Zierikzee.
Bijna 33 redigeerde Wisse het kerkelijk blad De Wekker. In dit blad staan veel artikelen van zijn hand. 
Ook in de serie Uit de Diepte zijn verschillende preken van hem uitgegeven. 
Wisse overleed op 21 augustus 1921 in Zierikzee. 

## Trivia
Jacobus Wisse was een oom van G. Wisse (de latere hoogleraar). 